# Nevillea
Nevillea  es un género con dos especies de plantas herbáceas perteneciente a la familia Restionaceae. Es originario de Sudáfrica en la Provincia del Cabo.

## Especies deNevillea
- Nevillea obtusissimus (Steud.) H.P.Linder, Bothalia 15: 66 (1984).
- Nevillea singularis Esterh., Bothalia 15: 484 (1985).